# Михалкова, Елена Ивановна
Еле́на Ива́новна Михалко́ва (род. 1 апреля 1974 года, город Горький) — российская писательница: автор детективных романов и фантаст. Творческий псевдоним: Эйлин О’Коннор.

## Биография
Елена Ивановна Михалкова родилась 1 апреля в Нижнем Новгороде; там же окончила университет им. Лобачевского, юридический факультет. Работала помощником следователя в милиции. Писала детские стихи и её творчество было замечено Андреем Усачёвым.

Писала сценарии для детских телевизионных передач.
С 2007 года издаётся в издательстве «Эксмо» в серии «Детектив-событие».
Автор книг, изданных совокупным тиражом более 1 миллиона экземпляров.
Творческий псевдоним: Эйлин О’Коннор.
Проживает в Москве. Замужем, есть дочь.

### Детективы (вне серий)
- 2007 — «Время собирать камни»
- 2010 — «Иллюзия игры»
- 2011 — «Алмазный эндшпиль»
- 2012 — «Восемь бусин на тонкой ниточке»
- 2012 — «Котов обижать не рекомендуется»
- 2013 — «Кто убийца, миссис Норидж?»
- 2014 — «Тайна замка Вержи»
- 2020 — «Ваш ход, миссис Норидж»

### Цикл «Расследования Даши Прониной»
- 2008 — «Жизнь под чужим солнцем»
- 2007 — «Дом одиноких сердец»

### Цикл «Расследования Макара Илюшина и Сергея Бабкина»
- 2007 — «Знак истинного пути»
- 2008 — «Мужская логика 8-го Марта»
- 2008 — «Остров сбывшейся мечты»
- 2008 — «Тёмная сторона души»
- 2008 — «Водоворот чужих желаний»
- 2008 — «Рыцарь нашего времени»
- 2009 — «Призрак в кривом зеркале»
- 2009 — «Танцы марионеток»
- 2009 — «Улыбка пересмешника»
- 2010 — «Дудочка крысолова»
- 2010 — «Манускрипт дьявола»
- 2011 — «Золушка и дракон»
- 2012 — «Комната старинных ключей»
- 2014 — «Пари с морским дьяволом»
- 2015 — «Охота на крылатого льва»
- 2015 — «Нежные листья, ядовитые корни»
- 2015 — «Чёрный пудель, рыжий кот, или Свадьба с препятствиями»
- 2016 — «Бумажный занавес, стеклянная корона»
- 2017 — «Пирог из горького миндаля»
- 2017 — «Закрой дверь за совой»
- 2018 — «Нет кузнечика в траве»
- 2018 — «След лисицы на камнях»
- 2018 — «Кто остался под холмом»
- 2018 — «Чёрная кошка в белой комнате»[3]
- 2019 — «Человек из дома напротив»
- 2019 — «Самая хитрая рыба»
- 2020 — «Прежде чем иволга пропоёт»
- 2021 — «Тот, кто ловит мотыльков»
- 2021 — «Лягушачий король»
- 2022 — «Тигровый, чëрный, золотой»
- 2022 — «Перо бумажной птицы»
- 2023 — «Мëртвый кролик, живой кролик»
- 2023 — «Посмотри, отвернись, посмотри»
- 2024 – «Колодец и бабочка»

### Жизнеописания домашних животных
- 2017 — «О людях, котах и маленьких собаках»
- 2017 — «О лебединых крыльях, котах и чудесах»

и другие.

## Награды
- осень 2014 года — Елена Михалкова участвовала в конкурсе «Рваная грелка»
  - её фантастический рассказ «Цефалоцереус»[4] вошёл в шорт-лист конкурса.
- весна 2016 года — Елена Михалкова победила в конкурсе «Рваная грелка»
  - с рассказом «День святого Патрика»[5].
- осень 2016 года — участвовала в конкурсе «Рваная грелка»
  - номинант с рассказом «Старикам тут не место»; написан в соавторстве с Ivan_Der_Yans.
  - Опубликовано в сети в 2016 г.
  - Входит в сборник «Вы признаны опасными», 2019 г.

## Экранизации
- 2012 — «Знак истинного пути» // Россия // триллер, детектив // режиссёр: Вячеслав Лавров // сценарий: Екатерина Костикова
- 2013 — «Водоворот чужих желаний» // Россия // детектив // режиссёр: Вячеслав Лавров // сценарий: Екатерина Костикова
- 2013 — «Танцы марионеток» // Россия // детектив // режиссёр: Вячеслав Лавров // сценарий: Екатерина Костикова
- 2014 — «Тёмная сторона души» // Россия // детектив // режиссёр: Вячеслав Лавров // сценарий: Екатерина Костикова, Мария Ваксман, Юрий Гречаный…
- 2014 — «Улыбка пересмешника» // Россия // детектив, мелодрама // режиссёр: Алексей Рудаков // сценарий: Наталья Чепик, Людмила Пивоварова
- 2014 — «Дудочка крысолова» // Россия // режиссёр: Андрес Пуустусмаа // сценарий: Екатерина Костикова
- 2014 — «Капкан для Золушки» // Россия, Украина // детектив // режиссёр: Вячеслав Лавров // сценарий: Мария Ваксман
- 2015 — «Призрак в кривом зеркале» // Россия // детектив, криминал // режиссёр: Вячеслав Лавров // сценарий: Екатерина Костикова
- 2017 — «Восемь бусин на тонкой ниточке» // Россия // детектив, криминал // режиссёр: Марат Ким
- 2017 — «Алмазный эндшпиль» // Россия // детектив // режиссёр: Петр Амелин
- 2018 — «Котов обижать не рекомендуется» // Россия // детектив // режиссёр: Петр Амелин // сценарий: Петр Амелин
- 2019 — «След лисицы на камнях» // Россия // детектив // режиссёр: Антон Павлючик // сценарий: Георгий Соломонов
- 2019 — «Рыцарь нашего времени» // Россия // детектив // режиссёр: Вячеслав Лавров // сценарий: Сергей Иванов
- 2019 — «Комната старинных ключей» // Россия // детектив // режиссёр: Антон Павлючик // сценарий: Елена Вахрушева, Андрей Терехов
- 2019 — «Нежные листья, ядовитые корни» // Россия // детектив // режиссёр: Руслан Паушу // сценарий: Антон Марков
- 2020 — «Жизнь под чужим солнцем» // Россия // детектив // режиссёр: Илья Хотиненко
- 2021 — «Человек из дома напротив» // Россия // детектив // режиссёр: Наталия Микрюкова // сценарий: Камиль Закиров, Мария Бейлинсон
- 2021 — «Охота на крылатого льва» // Россия // детектив // режиссёр: Наталия Микрюкова // сценарий: Андрей Терехов